# Hypotrachyna asiatica
Hypotrachyna asiatica är en lavart som beskrevs av Sheng L. Wang, J. B. Chen & Elix. Hypotrachyna asiatica ingår i släktet Hypotrachyna och familjen Parmeliaceae.   Inga underarter finns listade i Catalogue of Life.